# ラテン語の恐れの動詞
ラテン語では恐れを表す動詞（verba timendi；timeo,metuo,vereorなどが該当する）が従属節を取った場合に一見肯定と否定が逆になる。恐れを表す動詞が否定詞neを伴う節を取った場合には「〜が起きることを恐れる」という意味になり、utを伴う節を取った場合には「〜が起きないことを恐れる」という意味になる。